# Gerbéviller

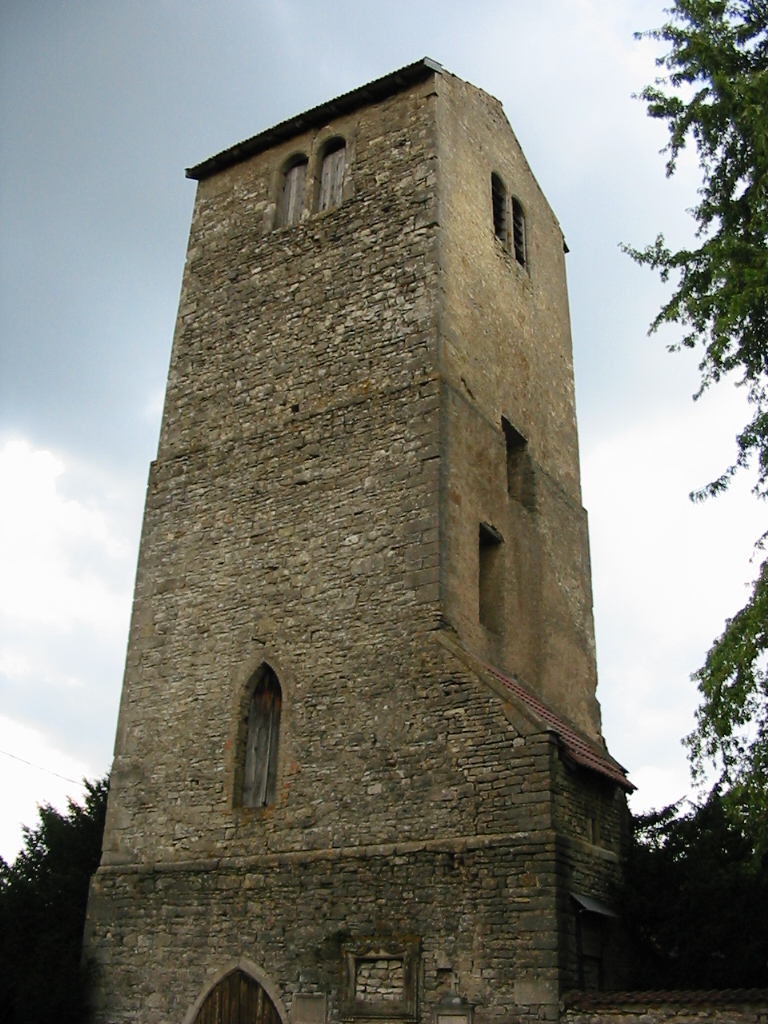
Kościół św. Piotra (2007)

Gerbéviller – miejscowość i gmina we Francji, w regionie Grand Est, w departamencie Meurthe i Mozela.
Według danych na rok 1990 gminę zamieszkiwało 1275 osób, a gęstość zaludnienia wynosiła 53 osób/km² (wśród 2335 gmin Lotaryngii Gerbéviller plasuje się na 308. miejscu pod względem liczby ludności, natomiast pod względem powierzchni na miejscu 112.).